# Арнсгефен
Арнсгефен (нім. Arnshöfen) — громада в Німеччині, розташована в землі Рейнланд-Пфальц. Входить до складу району Вестервальд. Складова частина об'єднання громад Вальмерод.
Площа — 2,94 км2. Населення становить 147 ос. (станом на 31 грудня 2020).